# 貝圖夫城堡

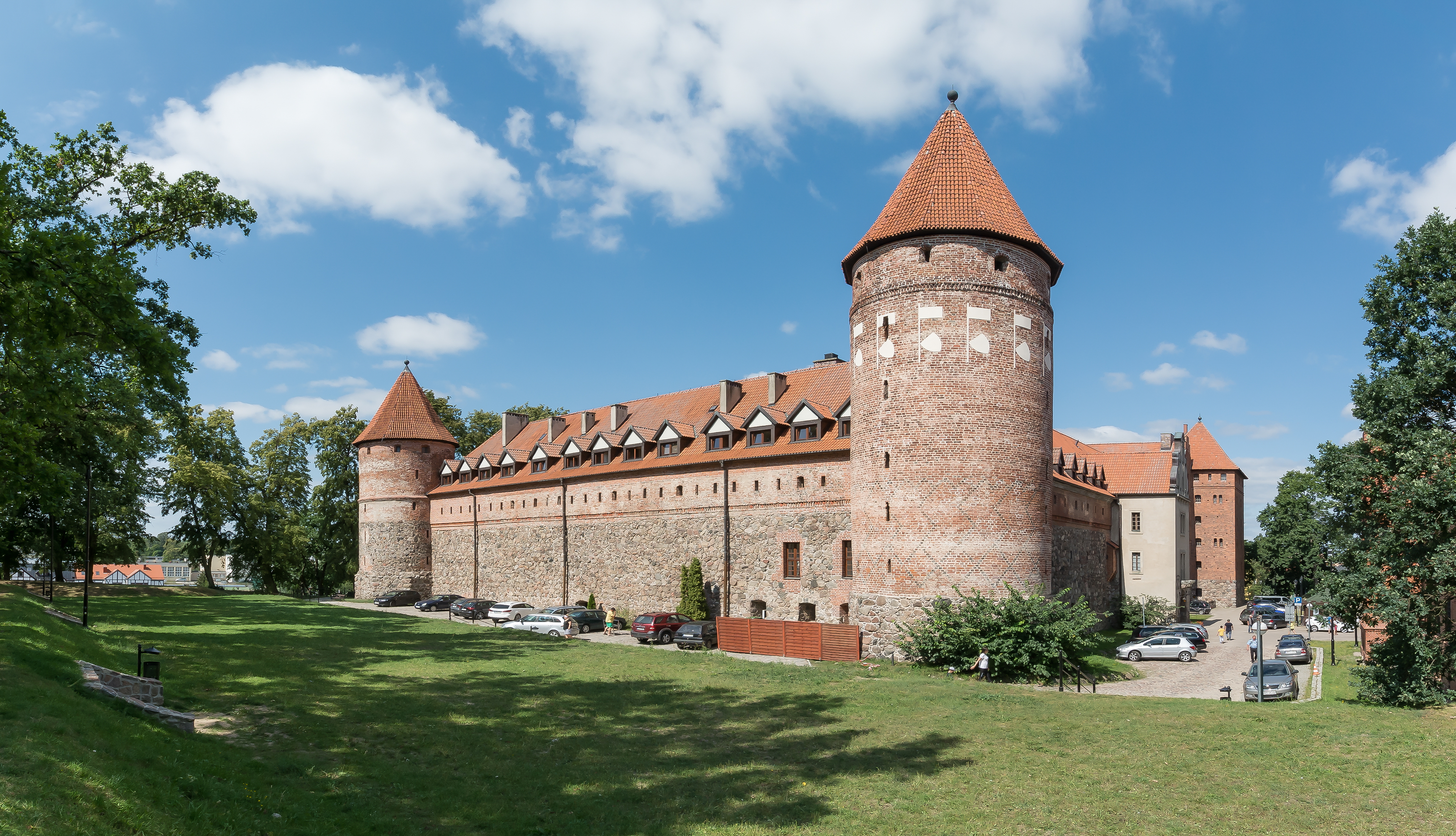
貝圖夫城堡

貝圖夫城堡（Bytów Castle）是波蘭的一座城堡，位於波蘭北部城市貝圖夫。這座城堡的建築風格屬於條頓哥特式建築。三十年戰爭只對這座城堡造成了很小的損害，但在大洪水時代時，瑞典人將這座城堡夷為平地。